# Jesuitisas
Se llamaba de las jesuitisas a una orden religiosa que hubo en Italia y en Flandes, y que fue fundada en esa última región por dos jóvenes inglesas: Warda y Tuitia. 
Algunas de las casas o colegios de las doncellas que había en Francia observaron las mismas reglas que los jesuitas y hacían profesión de enseñar a las niñas sin interés alguno. Y aunque les dio las constituciones un jesuita de Burdeos, en España no tomaron el nombre de jesuitas ni jesuitisas sino el de monjas de la Enseñanza o de la Madre de Dios. 
La orden de las jesuitisas fue suprimida en 1631 por el papa Urbano VIII. 